# 薛嬪
薛嬪（6世纪？—555年），北齐文宣帝高洋宠妃。
薛氏原是鄴下的歌妓，在她十四五岁时与清河王高岳相好，后来被高洋纳入后宫，非常受宠，被封为嫔。薛嫔有个姐姐也得以进御。
平秦王高歸彥与高岳有怨，向高洋挑拨说高岳曾和薛氏发生过关系。恰好薛嫔又来要求高洋封其父为司徒。高洋道：“司徒大官怎可求得？”薛嫔的姐姐亦出言不逊，高洋一怒之下将她悬挂锯杀，责高岳以“姦淫民女”。高岳辯白說：“臣本欲納此女（薛嫔），嫌她輕薄，故並未納之。”高洋怒极，以為是譏笑自己，以毒酒賜死高岳。高岳不服，高歸彥勸他“饮此尚得全家”，高岳只好自殺死。薛嫔正在怀孕，暂时得缓，生下一个女儿后，高洋又把薛嫔杀了。
杀了薛嫔之后，高洋又后悔起来，砍下了人头，携入东山宴會中，座中人無不惊骇。隨後又將薛嫔骨骸製成琵琶，号哭弹奏，歌曰“佳人难再得！”亲自披发跣足送葬，号啕大哭。

## 外部連結
[在维基数据编辑]
 《北史·卷014》，出自李延壽《北史》